# آبشار شرمن

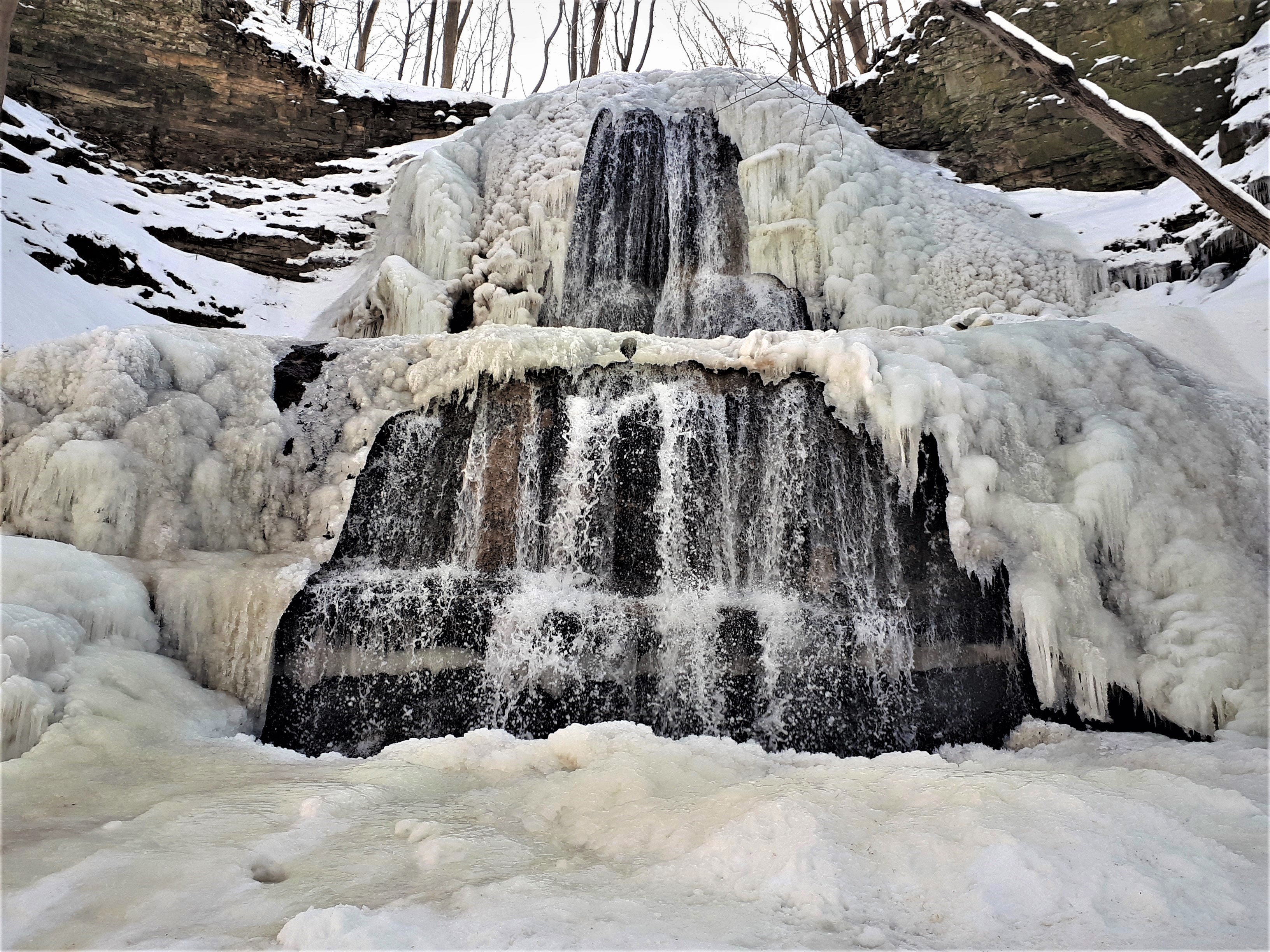
آبشار شرمن در زمستان

آبشار شرمن (به انگلیسی: Sherman Falls) آبشاری است که در همیلتون (انتاریو)، کانادا واقع شده و ارتفاع کلی ریزشگاه آن ۱۷ متر (۵۶ فوت) است.